# Zbrosławice
Pour les articles homonymes, voir Zbrosławice (homonymie).
Zbrosławice est un village de la voïvodie de Silésie et du powiat de Tarnowskie Góry. Il est le siège de la gmina de Zbrosławice.

## Histoire
Jusqu'en 1945, Broslawitz fait partie de l'arrondissement de Beuthen à partir de 1818, puis de l'arrondissement de Tarnowitz de 1873 à 1926 puis de l'arrondissement de Beuthen-Tarnowitz dans le district d'Oppeln dans la province de Silésie.